# Армянская епархия Дамаска
Дамаскская епархия Иерусалимского патриархата Армянской Апостольской церкви (арм. Հայ Առաքելական եկեղեցու Երուսաղեմի պատրիարքության Դամասկոսի թեմ) — упразднённая епархия католикоса Армянской Апостольской церкви в составе Иерусалимского патриархата.

## История
В 1911 году в юрисдикцию Дамаскской епархии входила территория Сирийского вилайета Османской империи.
По данным на 1911 год количество верующих данной епархии Армянской Апостольской церкви — 2.000, а количество церквей - 1.